# Madeleine Mouton
Madeleine Mouton, née Madeleine Maxence Le Veller, à Évreux, le 15 avril 1910, et morte guillotinée à Sidi Bel Abbès, le 10 avril 1948, est une tueuse en série et une empoisonneuse qui fut condamnée à mort et exécutée. Elle est l'avant-dernière femme française à avoir été guillotinée et la seule à l'avoir été en Algérie française.

## Biographie

### Enfance et prime jeunesse en France
Madeleine Le Veller est née à Évreux, le 15 avril 1910. Les parents y sont ouvriers. Une sœur naît également de cette union. Dix années plus tard, le couple se sépare en raison de l'alcoolisme paternel. La mère part alors s'installer à Charleville avec ses deux filles. 
Madeleine Mouton fréquente l'école jusqu'à 14 ans et obtient son certificat d'études primaires. Des témoins rapportent que l'enfant était d'humeur instable, volontiers vaniteuse et affabulatrice. Elle aimait ainsi à raconter qu'elle était de « haute naissance » et se promenait parfois — le fait est rapporté par sa sœur — avec un étui vide de violon pour que d'aucuns la croient musicienne. 
À 17 ans, elle tente de mettre fin à ses jours en ingérant du pétrole. Jeune fille, elle est alors employée au buffet de la gare de Charleville. C'est là qu'elle rencontre Clément Mouton. Le couple qu'ils forment désormais se marie à Charleville en 1929, elle a 18 ans. Elle aurait fait une première grossesse qualifiée de « nerveuse » en 1933. 
Son mari s'enrôle dans la Garde mobile. Plusieurs témoins confirment que Madeleine noue une idylle avec un officier de la garnison dont la rupture lui causa un « vif chagrin ».

### L'Algérie
En 1940, Clément Mouton demande à être muté à Constantine en Algérie. Madeleine l'y accompagne et confesse que le « climat africain » a déréglé, « dérangé » sa vie. Elle mène alors une vie tumultueuse, s'abandonne aux plaisirs de la chair, sort, boit et fait passer sa vie sexuelle avant toute autre préoccupation. C'est à cette époque qu'elle mène une grossesse à son terme, l'accouchement est difficile et son enfant meurt âgé de cinq jours. Les fredaines de madame Mouton provoquent de nombreuses mutations de son mari, d'abord à Molière en 1941, nouvelles frasques, nouvelle mutation à Boghari où elle met au monde son second enfant. Sa maternité ne calme pas ses ardeurs, au contraire, poursuivant de plus belle, son inconduite mène à nouveau à l'affectation de son mari à la gendarmerie de Berthelot, à la mi-42, mieux encore, cette fois-ci Madeleine Mouton est interdite de logement à la caserne. Durant cette période, elle prend une pension chez Madame Dez à Berthelot. Enceinte, elle met au monde un troisième enfant quelques mois plus tard. En décembre 1942, Madeleine Mouton est enfin autorisée à regagner le logement qu'occupe son mari à la caserne. Là, elle retrouve un couple d'amis rencontré en France, les époux Leroux, dont le mari est lui aussi caserné à Berthelot. Elle y rencontre également — et surtout — le brigadier-chef auquel elle fait des avances des plus directes, ils deviennent amants. Madeleine Mouton mène alors grand train, elle accumule les dettes, contracte des emprunts et se rend très fréquemment à Sidi Bel Abbès où elle séjourne plusieurs jours.
Durant l'année 1943, différents décès suspects surviennent à Berthelot. Les victimes présentent toutes les caractéristiques d'un empoisonnement aigu. Ceci éveille les soupçons de l'auxiliaire médical du village puis du médecin de Saïda. La rumeur enfle et les regards se tournent vers Madeleine Mouton, celle-là même qui a prodigué des soins constants et manifesté un dévouement sans faille à l'ensemble des victimes. Plusieurs autres personnes à Berthelot, dont Clément Mouton, ont également présenté une symptomatologie identique mais ont néanmoins survécu. Vers octobre 1943, le troisième enfant de Madeleine Mouton âgé de dix mois meurt. Fin 43, début 44, la Brigade mobile est saisie et diligente une enquête.

### L'enquête
L'enquête révèle que lorsqu'elle logeait chez Madame Dez, Madeleine Mouton a acheté 200 grammes d'arsénite de soude pour lutter contre les fourmis avait-elle expliqué au droguiste. La sœur de Madeleine mentionne un courrier reçu de son beau-frère, Clément Mouton, dans lequel il lui explique les soupçons qu'il nourrit envers sa femme quant au décès de leur enfant.
Cette enquête conduit à l'arrestation de Madeleine Mouton en avril 1944. Arrêtée, elle passe aussitôt aux aveux et reconnait quatre empoisonnements, en revanche, pour le reste, elle nie farouchement.
Elle a tout d'abord empoisonné Madame Leroux en janvier 1943, puis, dix jours plus tard, son mari, le gendarme Leroux. Madame Leroux meurt mais son mari survit. Madeleine n'est à ce moment pas du tout suspectée. Le gendarme Leroux et sa fille, Micheline, viennent même s'installer en pension chez Madeleine. Une collecte est organisée et récolte 2 400 francs pour la petite orpheline de mère. La somme disparait entre les mains de Madeleine Mouton qui doit emprunter 4 000 francs auprès de Madame Lamasse dès lors que cet argent est requis pour l'éducation de la gamine. Quelques semaines plus tard, en avril 1943, la belle-mère de Madame Lamasse, Madame Juan, meurt empoisonnée. En décembre 1943, un vieillard, Monsieur Bene, succombe à son tour aux bons soins de Madame Mouton.
Madeleine Mouton, d'abord écrouée à Sidi Bel Abbès est ensuite transférée, le 12 octobre 1944, à la prison civile d'Alger en vue de son « expertise mentale ». Nouvelles tergiversations, elle aurait noué une relation avec l'un de ses geôliers, serait enceinte et est donc transférée à la maternité de l'hôpital Mustapha. Elle y reste plusieurs semaines non pour sa grossesse — inexistante au demeurant — mais pour une infection gynécologique. Elle tait le véritable motif de son inculpation et se fait passer pour une prisonnière politique qui aurait dit un peu trop haut son admiration pour le maréchal Pétain. Elle embobine tout le monde et des tâches lui sont même confiées au sein de la maternité. 
L'expertise peut enfin avoir lieu. Antoine Porot dans ses conclusions répond à la seule question qui lui fut posée : « L’inculpée jouit-elle de la plénitude de ses facultés mentales? » et affirme que Madeleine Mouton est saine d'esprit et par conséquent responsable de ses actes et note toutefois une importante consommation de vin (plusieurs litres par jour) qui n'excluait pas la prise d'apéritifs et autres liqueurs. Il précise : « Cette extinction du sens moral est soulignée par l’absence de remords. Rien de profond ne vibre en elle. Les sentiments familiaux sont assez émoussés ; l’honneur conjugal a été balayé par sa sensualité érotique toujours en quête de satisfactions ; elle ne craint pas de nous dire que, son mari étant absent, tout lui était permis ». Il remet ses conclusions au tribunal, le 12 février 1945.

### Le jugement et la condamnation

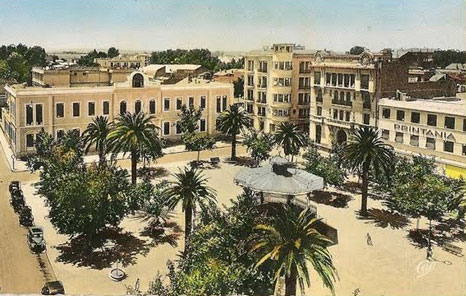
Place Carnot, le tribunal de Sidi Bel Abbès.

Madeleine Mouton est finalement accusée de onze empoisonnements ayant conduit à la mort de sept personnes . Son jeune avocat, maître Allégret plaide l'irresponsabilité : « Quoique empoisonneuse, elle n'est pas responsable, ayant perdu la raison » et plus avant : « Cette femme qui est une détraquée a droit à l'internement ».
Faute de preuves suffisantes, les sept faits suspectés ne sont pas retenus. Seuls les quatre empoisonnements pour lesquels elle a avoué seront poursuivis. Le procès débute le 15 novembre 1947.
Le 17 novembre 1947, le procureur général Coquilhat, pendant plus d'une heure, revient sur les crimes commis puis la Cour d'assises de Sidi Bel Abbès rend son verdict : Madeleine Mouton est condamnée à la peine capitale. La sévérité du jugement s'explique par le « caractère monstrueux » de cette série de meurtres : « Il s’agissait d’empoisonnements en série préparés et perpétrés en toute lucidité, habilement camouflés sous des dehors de bienveillance et de dévouement et qu’aucun mobile passionnel (jalousie, vengeance, cupidité) ne venait expliquer » commente l'expert psychiatre, Antoine Porot, dans son compte rendu dont de larges extraits sont publiés et commentés dans les Annales de médecine légale.
Elle introduit une demande en grâce auprès du président Vincent Auriol.

### L'exécution

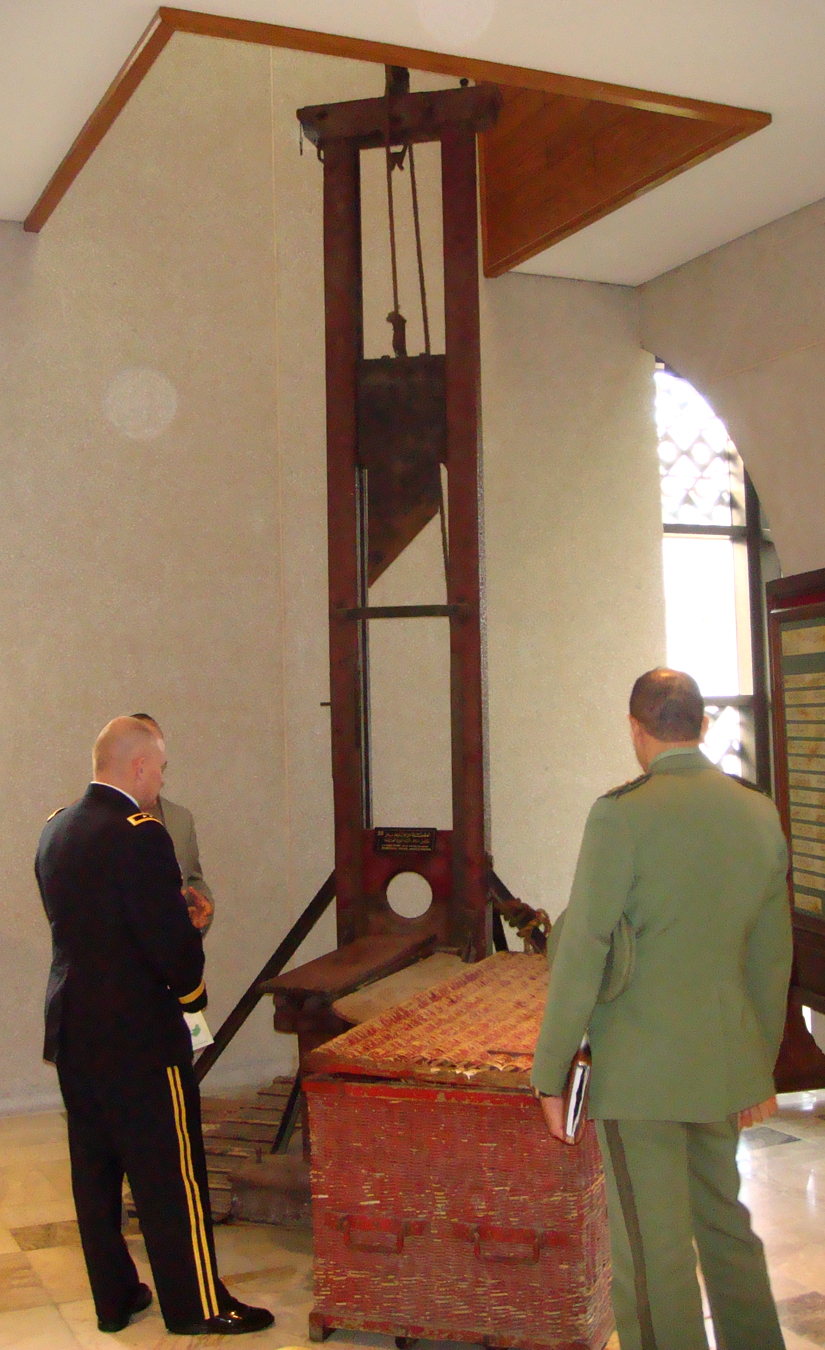
La guillotine qui servit pour l'exécution de Madeleine Mouton (modèle Berger 1868. Elle servit d'abord à Agen puis en Algérie. Elle est conservée au Musée central de l'Armée à Alger).

Sa demande de grâce présidentielle est rejetée. Le 10 avril 1948, Madeleine Mouton est exécutée à 5 h 17 du matin dans la cour intérieure de la prison de Sidi Bel Abbès. Plus tôt dans le mois, Maurice Meyssonnier, l'exécuteur des hautes œuvres comme il aimait à se faire appeler, reçoit l'ordre d'exécution « le plus dramatique de sa carrière ». Il s'agissait, du jamais vu à cette époque, d'exécuter une femme. 
Le 9 avril 1948, la veille de l'exécution, le bourreau et son assistant rencontrent la prisonnière, se faisant passer pour des entrepreneurs venus mesurer sa cellule afin de venir la repeindre le lendemain. Ils remettent des vêtements civils au gardien-chef et lui signalent qu'ils viendront le lendemain de bonne heure. Le soir même, le gardien-chef remet ses habits à Madeleine Mouton pour qu'elle les revête le lendemain en vue d'une sortie. 
Lorsque les bourreaux arrivent le 10 avril 1948 au point du jour, Madeleine Mouton est à mille lieues d'imaginer ce qui l'attend. Son avocat est déjà sur place. Lui qui ne cessait de la conforter dans l'idée que sa peine serait commuée en perpétuité est présent lors de l'annonce de son exécution imminente. Sont également présents le procureur de la république Coquilhat, le président du tribunal Barbazan, le juge d'instruction Escrivant et son greffier, M. Marquet. 
À l'annonce de l'application de la sentence, Madeleine Mouton fait une syncope. Le médecin est appelé, elle est aussitôt ranimée. Elle demande ensuite le secours de la religion qu'elle obtient auprès du chanoine Mas de Sidi Bel Abbès. Conduite à l'échafaud, elle lance : « Adieu maman, je l'ai mérité ». Sa jupe avait été épinglée à l'entrejambe, ses cheveux remontés et son chemisier échancré pour ne pas gêner la course du couperet. Lorsqu'elle fut basculée sur la guillotine, ses seins en sortirent. Elle s'écria « Mes enfants, mes enfants ! » et ce fut la fin. Le docteur Ayach dressa le procès-verbal de décès et le corps fut inhumé au cimetière de Sidi Bel Abbès.

## Sources
Les principales sources sont Antoine Porot qui fut chargé en 1945 de réaliser l'expertise psychiatrique de Madeleine Mouton sur laquelle il revient longuement dans les Annales de médecine légale de janvier-février 1948 publiées cependant début 1949. Ce texte est postérieur à l'exécution de Madeleine Mouton. Un autre texte, plus récent, a été co-écrit par Fernand Meyssonnier dans ses mémoires : « Paroles de bourreau ». Âgé de 17 ans lors de l'exécution, il est le jeune assistant de son père Maurice Meyssonnier, le bourreau en titre à cette époque en Algérie française. Il reprend également un texte écrit par Maurice Meyssonnier, qui revient également sur les circonstances de l'exécution. La presse d'époque couvre également le procès, la condamnation à mort et l'exécution de la sentence.

### Presse d'époque
- « L'empoisonneuse Madeleine Mouton condamnée à mort par les Assises de Sidi Bel Abbès. », Alger républicain, no 1345,‎ 16 novembre 1947, p. 1-2 (lire en ligne)
- « Aux Assises de Bel Abbès, Madeleine Mouton, l'empoisonneuse de Berthelot, est condamnée à mort. », L'Écho d'Alger : journal républicain du matin, no 13416,‎ 16 novembre 1947 (lire en ligne)

### Archives

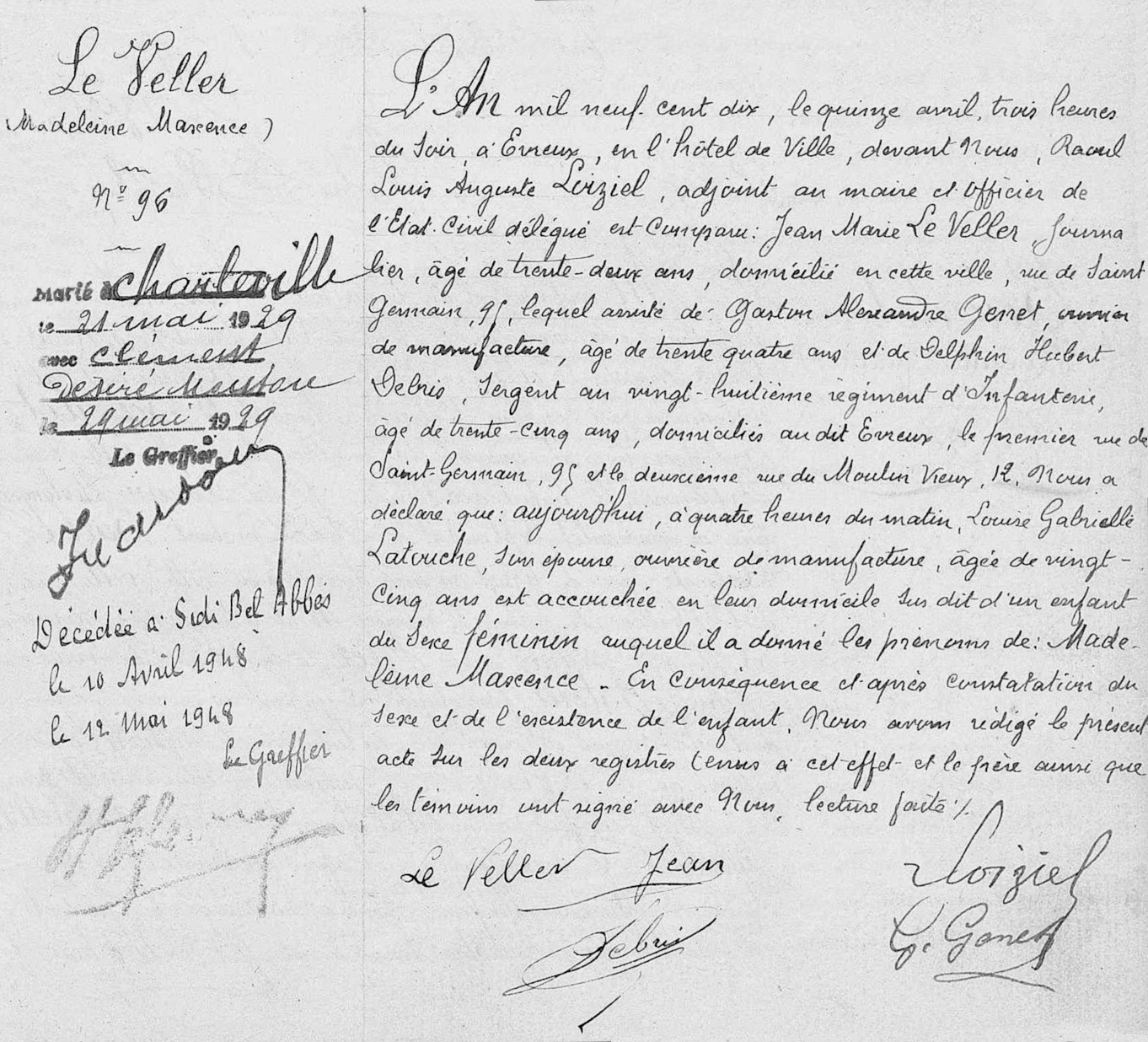
Acte de naissance de Madeleine Le Veller